# 175 v.Chr.
175 v.Chr. is een jaartal volgens de christelijke jaartelling.

## Gebeurtenissen

### Italië
- Cato de Oudere bezoekt Carthago en waarschuwt Rome voor een permanente bedreiging van de Carthagers. In de Senaat houdt hij een toespraak en eindigt met de zin: "Ceterum censeo Carthaginem esse delendam." (Overigens ben ik van mening dat Carthago verwoest moet worden!!).
- Antiochus IV wordt als politiek gijzelaar omgeruild met zijn neef, de 12-jarige Demetrius I Soter. Dit volgens de eisen van de "Vrede van Apamea" (189 v.Chr.).

### Egypte
- Farao Ptolemaeus VI Philometor trouwt met zijn 10-jarige zus Cleopatra II.

### Perzië
- Seleucus IV Philopator laat door de oorlogsschatting zijn raadsheer Heliodorus, de Joden hoge belastingen opleggen in Jeruzalem. Vanwege deze strenge maatregelen komt hij in conflict met Heliodorus en wordt vermoord.
- Antiochus IV Epiphanes (175 - 164 v.Chr.) wordt na 14 jaar ballingschap in Rome, koning van de Seleuciden.

### China
- Keizer Han Wendi laat in het Chinese Keizerrijk, grote graanschuren bouwen voor een eventuele hongersnood. Het leger en de boeren gebruiken steeds meer wapens en werktuigen van ijzer.

## Overleden
- Seleucus IV Philopator (~217 v.Chr. - ~175 v.Chr.), koning van het Seleucidenrijk (Syrië) (42)